# Bierngardowka (przystanek kolejowy)
Bierngardowka (ros. Бернгардовка) – przystanek kolejowy w miejscowości Wsiewołożsk, w rejonie wsiewołożskim, w obwodzie leningradzkim, w Rosji. Położony jest na linii z petersburskiego Dworca Fińskiego do Dubrowki i Ładożskojego Oziera.

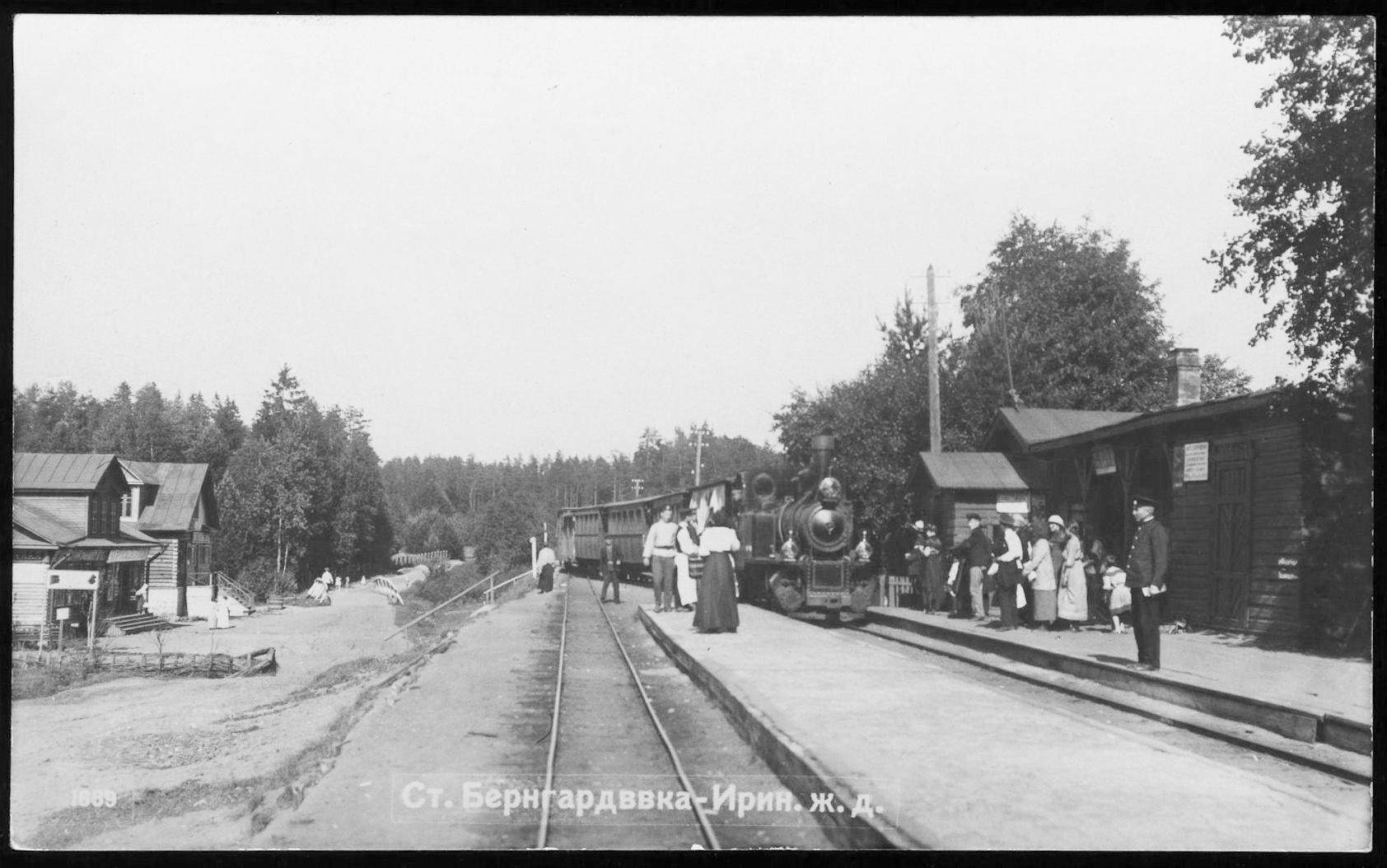
Przystanek w czasach carskich